# Ruined King: A League of Legends Story
Ruined King: A League of Legends Story è un videogioco di ruolo sviluppato da Airship Syndicate e pubblicato da Riot Forge. Il gioco è stato annunciato nel 2019 e pubblicato il 16 novembre 2021 per Nintendo Switch, PlayStation 4, Xbox One e Windows. Le versioni per PlayStation 5 e Xbox Series X/S sono state pubblicate il 2 marzo 2023.
Il videogioco è ambientato nell'universo di League of Legends.

## Trama

### Ambientazione
Il gioco è ambientato principalmente a Bilgewater, una città portuale nota per la sua atmosfera vivace e pericolosa, caratterizzata da pirati, cacciatori di tesori e creature misteriose. Bilgewater è un luogo di contrasti, dove il commercio fiorisce accanto a intrighi e conflitti. Le Isole Ombra, d'altra parte, rappresentano una regione maledetta avvolta dalla Nebbia Oscura, un'area pericolosa e misteriosa che nasconde segreti e minacce. L'ambientazione di "Ruined King" è ricca di dettagli e lore, con riferimenti a eventi e personaggi già presenti nell'universo di League of Legends. I giocatori possono interagire con vari NPC, scoprire missioni secondarie e raccogliere oggetti che arricchiscono ulteriormente l'esperienza di gioco.

### Storia
La trama di "Ruined King" ruota attorno a un gruppo di eroi che si uniscono per affrontare una nuova minaccia proveniente dalle Isole Ombra. Mentre i giocatori avanzano nel gioco, scopriranno segreti legati al passato dei personaggi e alle forze oscure che minacciano Runeterra. La narrazione è progettata per essere accessibile sia ai fan di lunga data di League of Legends sia ai nuovi giocatori, offrendo un equilibrio tra elementi familiari e nuove scoperte. La storia si sviluppa attraverso dialoghi, cutscene e missioni. Ogni campione ha il proprio arco narrativo, che si intreccia con la trama principale.

## Modalità di gioco
"Ruined King" utilizza un sistema di combattimento a turni che incoraggia la strategia e la pianificazione. I giocatori possono controllare un gruppo di sei campioni di League of Legends, tra cui Pyke, Braum, Miss Fortune, Illaoi, Ahri e Yasuo. Ogni personaggio ha abilità uniche e una storia personale che si intreccia con la trama principale del gioco. Il sistema di combattimento è progettato per essere accessibile ma profondo, permettendo ai giocatori di combinare le abilità dei personaggi per creare potenti combo. Durante le battaglie, i giocatori devono gestire risorse come la salute e il mana, mentre affrontano nemici vari e boss impegnativi. Oltre alle battaglie, il gioco offre anche elementi di esplorazione, permettendo ai giocatori di scoprire segreti e completare missioni secondarie che arricchiscono la narrativa.
Il titolo ricorda molto il precedente videogioco sviluppato da Airship Syndicate, Battle Chasers Nightwar.

## Accoglienza

### Critica
Al momento della sua uscita, Ruined King ha ricevuto recensioni generalmente positive da parte della critica. I recensori hanno lodato la narrazione, il design artistico e il sistema di combattimento. Molti hanno apprezzato la capacità del gioco di attrarre sia i fan della serie che i nuovi arrivati, offrendo un'esperienza coinvolgente e ben realizzata. Le recensioni hanno anche evidenziato la qualità della direzione artistica, con grafica e animazioni che contribuiscono a creare un'atmosfera immersiva. I critici hanno notato che, mentre il gioco presenta sfide e meccaniche familiari, riesce a mantenere un'identità unica all'interno dell'universo di League of Legends.